# Aeroportul Internațional Bokeo
Aeroportul Internațional Bokeo (IATA: BOR, ICAO: VLBK) este un aeroport din Bokeo Province⁠(d), Laos ce deservește zona Golden Triangle Special Economic Zone⁠(d).
aeroportul dispune de 1 pistă.

## Infrastructură

### Piste
Aeroportul dispune de o singură pistă. Pista 03/21 are dimensiunile 2.700 m × 45 m. 